# دير الغربي
دير الغربي قرية سورية تتبع ناحية مركز معرة النعمان في منطقة معرة النعمان في محافظة إدلب. بلغ عدد سكانها 	1,892 نسمة في عام 2004 حسب إحصاء المكتب المركزي للإحصاء. تقع جنوب معرة النعمان بحوالي 7 كم وتتبع لها إداريا قرية تقانا وبسيدا .
تشتهر القرية بإنتاج فريكة وزيت الزيتون يعمل معظم سكانها بالزراعة وتربية المواشي تحتوي على عدة مواقع أثرية أهمها التل الأثري تل العين وموقع المشيرفة وهي آثار رومانية قديمة وموقع السود وموقع فطيني وهما مواقع أثرية يهودية قديمة
لها موقع جغرافي هام فهي قرب طريق دمشق حلب الدولي وأحدثت فيها آبار ارتوازية بهدف إرواء أهل المنطة بمياه الشرب،
تهجر أهل القرية بفعل الحرب الأهلية وهي الآن خالية من السكان المدنيين .

## وصلات خارجية
- موقع القرية على شبكة الإنترنت